# Паметник на граф Игнатиев (Варна)
Паметникът на граф Н.П. Игнатиев се намира в Градската градина между Драматичен театър „Стоян Бъчваров“ и филиала на театъра във Варна. Автор на паметника е скулпторът Жеко Спиридонов.
Паметникът представлява гранитен постамент с надписи върху четирите му страни и бронзов бюст на граф Игнатиев. На лицевата страна на постамента в основата на бюста е поставен фамилният герб на Игнатиеви.
Граф Николай Павлович Игнатиев посещава Варна на 12 септември 1902 заедно с делегацията на великия княз Николай Николаевич Младши по случай тържественото отпразнуване на 25-годишнината от защитата на Шипка. На 15 септември 1902 г. във Варна Варненския градско-общински съвет единодушно взема решение Централната градска градина да се наименува „Цар Освободител“, граф Игнатиев да бъде прогласен за почетен гражданин на Варна и бюстът му в естествена величина да се постави в градината „Цар Освободител“.
През 1906 г. паметникът е осветен и около паметника е направена градинка. Всяка година на 3 март, след тържествената литургия, празничното шествие задължително отива пред паметника, кметът говори за граф Игнатиев и всички се отправят към гроба на руските войници в Приморската градина. През 1945 г. традицията била прекратена.
През март 2023 г. бюстът и постаментът на паметника на граф Игнатиев са залети с бяла боя, а паметната плоча е захвърлена на няколко метра встрани в градинката. На 10 януари 2024 г. е изтръгната фигурата на граф Игнатиев от бюст-паметника му. Според съобщение от общинския пресцентър на Община Варна ще бъде съхранен бюст-паметника до възстановяването му.